# Leipheim
Leipheim är en stad i Landkreis Günzburg i Regierungsbezirk Schwaben i förbundslandet Bayern i Tyskland.